# Палатна
Палатна (алб. Pollatë) је насеље у општини Подујево на Косову и Метохији. Атар насеља се налази на територији катастарске општине Палатна површине 671 ha. Село Палатна се налази у Горњем Лабу, на око двадесет километара од Подујева. Према усменом народном предању, овде су српски краљеви и цареви имали своје дворове — полате, палатне, по чему је село и добило име. Наука делом потврђује ову традицију будући да се за време цара Стефана Душана престоница називала „полата царева“. У турском попису из 1455. године у Палатни је записано 8 српских домова. У селу се налазе остаци старог црквишта и српског гробља, а десетак километара северно од села, код изворишта реке Лаба, стоје остаци летњиковца Врхлаба — утврђеног града српског краља Стефана Милутина.
Овде се налазе остаци старе цркве и споменик природе „Стабло цера у селу Палатна“.

## Демографија
Насеље има албанску етничку већину.
Број становника на пописима:
- попис становништва 1948. године: 418
- попис становништва 1953. године: 426
- попис становништва 1961. године: 503
- попис становништва 1971. године: 460
- попис становништва 1981. године: 513
- попис становништва 1991. године: 533